# Campionato europeo di pallanuoto 2012 (maschile)
Il campionato europeo di pallanuoto 2012 è stata la 30ª edizione del campionato europeo di pallanuoto; si è svolta dal 16 al 29 gennaio 2012 presso l'impianto Pieter van den Hoogenband Zwemstadion di Eindhoven. I Paesi Bassi hanno ospitato la rassegna pallanuotistica per la prima volta nella storia, dopo aver organizzato ad Utrecht nel 1966 un'edizione dei campionati europei di nuoto.
Il torneo si è svolto per la prima volta in inverno a causa dei numerosi appuntamenti internazionali, tra cui le qualificazioni olimpiche, previste in primavera, che vedranno un alto numero di partecipanti in quanto il campionato europeo non ha qualificato di diritto nessuna nazionale a Londra 2012.
La Serbia ha conquistato il suo secondo titolo europeo sconfiggendo in finale il Montenegro. L'Ungheria si è aggiudicata la medaglia di bronzo superando i campioni mondiali in carica dell'Italia.

## Formula
La formula del torneo è stata la stessa delle ultime precedenti edizioni. Le 12 nazionali sono state divise in due gironi da sei, terminati i quali le prime classificate sono state ammesse direttamente in semifinale, mentre le seconde e le terze hanno disputato i quarti. Sono stati disputati anche gli incontri necessari a stilare la classifica finale, determinanti per la qualificazione diretta al campionato successivo.

## Squadre partecipanti
Sono ammesse di diritto alla fase finale le seguenti nazionali:
- Paesi Bassi, paese ospitante,
- Croazia, campione europeo in carica,
- Italia, 2ª classificata all'Europeo 2010
- Serbia, 3ª classificata all'Europeo 2010
- Ungheria, 4ª classificata all'Europeo 2010
- Montenegro, 5ª classificata all'Europeo 2010

Gli altri sei posti disponibili sono stati assegnati tramite le qualificazioni

- Germania, 1ª classificata nel Girone B - Play-off:  Germania -  Malta 21-5, 15-6.
- Grecia, 1ª classificata nel Girone E - Play-off:  Grecia -  Slovacchia 13-7, 9-3.
- Macedonia, 2ª classificata nel Girone C - Play-off:  Macedonia -  Francia 6-8, 12-4.
- Romania, 1ª classificata nel Girone F - Play-off:  Romania -  Georgia 11-5, 18-6.
- Spagna, 1ª classificata nel Girone C - Play-off:  Spagna -  Russia 13-6, 11-4.
- Turchia, 1ª classificata nel Girone A - Play-off:  Turchia -  Slovenia 7-5, 9-9.

### Sorteggio dei gruppi
Il sorteggio dei gironi preliminari si è svolto l'11 novembre 2011 alle 20:45 presso la sede municipale di Eindhoven. È stato effettuato da Pieter van den Hoogenband, Daniëlle de Bruijn, l'ex coach della nazionale femminile olandese Robin Van Galen e l'allenatore di calcio Louis Van Gaal.
| Gruppo A    | Gruppo B   |
| ----------- | ---------- |
| Grecia      | Croazia    |
| Italia      | Germania   |
| Macedonia   | Montenegro |
| Paesi Bassi | Romania    |
| Turchia     | Serbia     |
| Ungheria    | Spagna     |

## Fase preliminare

### Gruppo A
| Pos. | Squadra     | Pt | G | V | N | P | GF | GS | DR  |
| ---- | ----------- | -- | - | - | - | - | -- | -- | --- |
| 1.   | Ungheria    | 15 | 5 | 5 | 0 | 0 | 76 | 32 | +44 |
| 2.   | Italia      | 12 | 5 | 4 | 0 | 1 | 71 | 37 | +34 |
| 3.   | Grecia      | 9  | 5 | 3 | 0 | 2 | 58 | 39 | +19 |
| 4.   | Paesi Bassi | 6  | 5 | 2 | 0 | 3 | 46 | 62 | -16 |
| 5.   | Macedonia   | 3  | 5 | 1 | 0 | 4 | 44 | 53 | -9  |
| 6.   | Turchia     | 0  | 5 | 0 | 0 | 5 | 22 | 94 | -72 |

| Data     | Ora   | Gara        | Gara  | Gara        |
| -------- | ----- | ----------- | ----- | ----------- |
| 16-01-12 | 13:00 | Macedonia   | 16-4  | Turchia     |
| 16-01-12 | 19:45 | Grecia      | 14-12 | Paesi Bassi |
| 16-01-12 | 21:15 | Ungheria    | 12-8  | Italia      |
| 17-01-12 | 13:00 | Macedonia   | 6-10  | Grecia      |
| 17-01-12 | 19:00 | Paesi Bassi | 6-19  | Ungheria    |
| 17-01-12 | 20:30 | Turchia     | 7-24  | Italia      |
| 19-01-12 | 13:00 | Ungheria    | 14-9  | Macedonia   |
| 19-01-12 | 14:30 | Grecia      | 20-2  | Turchia     |
| 19-01-12 | 19:00 | Italia      | 14-6  | Paesi Bassi |
| 21-01-12 | 14:30 | Macedonia   | 5-15  | Italia      |
| 21-01-12 | 16:00 | Turchia     | 7-12  | Paesi Bassi |
| 21-01-12 | 19:00 | Grecia      | 7-9   | Ungheria    |
| 23-01-12 | 14:30 | Turchia     | 2-22  | Ungheria    |
| 23-01-12 | 19:00 | Macedonia   | 8-10  | Paesi Bassi |
| 23-01-12 | 20:30 | Italia      | 10-7  | Grecia      |

### Gruppo B
| Pos. | Squadra    | Pt | G | V | N | P | GF | GS | DR  |
| ---- | ---------- | -- | - | - | - | - | -- | -- | --- |
| 1.   | Serbia     | 12 | 5 | 4 | 0 | 1 | 57 | 45 | +12 |
| 2.   | Montenegro | 10 | 5 | 3 | 1 | 1 | 53 | 42 | +11 |
| 3.   | Germania   | 9  | 5 | 3 | 0 | 2 | 55 | 54 | +1  |
| 4.   | Croazia    | 9  | 5 | 3 | 0 | 2 | 52 | 50 | +2  |
| 5.   | Spagna     | 4  | 5 | 1 | 1 | 3 | 47 | 55 | -8  |
| 6.   | Romania    | 0  | 5 | 0 | 0 | 5 | 39 | 57 | -18 |

| Data     | Ora   | Gara       | Gara  | Gara       |
| -------- | ----- | ---------- | ----- | ---------- |
| 16-01-12 | 14:30 | Croazia    | 10-7  | Romania    |
| 16-01-12 | 16:00 | Germania   | 7-13  | Montenegro |
| 16-01-12 | 17:30 | Serbia     | 8-5   | Spagna     |
| 17-01-12 | 14:30 | Serbia     | 13-12 | Germania   |
| 17-01-12 | 16:00 | Spagna     | 12-10 | Romania    |
| 17-01-12 | 17:30 | Montenegro | 8-10  | Croazia    |
| 19-01-12 | 16:00 | Germania   | 16-10 | Spagna     |
| 19-01-12 | 17:30 | Croazia    | 12-15 | Serbia     |
| 19-01-12 | 20:30 | Romania    | 8-11  | Montenegro |
| 21-01-12 | 13:00 | Serbia     | 14-5  | Romania    |
| 21-01-12 | 17:30 | Spagna     | 10-10 | Montenegro |
| 21-01-12 | 20:30 | Germania   | 10-9  | Croazia    |
| 23-01-12 | 13:00 | Croazia    | 11-10 | Spagna     |
| 23-01-12 | 16:00 | Serbia     | 7-11  | Montenegro |
| 23-01-12 | 17:30 | Romania    | 9-10  | Germania   |

## Fase finale

### Tabellone
|  | Quarti di finale      | Quarti di finale |                           |                           | Semifinali         | Semifinali |  |  | Finale             | Finale |
|  |                       |                  |                           |                           |                    |            |  |  |                    |        |
|  |                       |                  |                           |                           |                    |            |  |  |                    |        |
|  |                       |                  |                           |                           |                    |            |  |  |                    |        |
|  | A1: Ungheria          |                  |                           |                           |                    |            |  |  |                    |        |
|  | 27-01-12 - h 20:00    |                  |                           |                           |                    |            |  |  |                    |        |
|  | ammessa in semifinale |                  |                           |                           |                    |            |  |  |                    |        |
|  | Ungheria              | 13               |                           |                           |                    |            |  |  |                    |        |
|  | Ungheria              | 13               | 25-01-12 - h 20:00        |                           |                    |            |  |  |                    |        |
|  |                       | Montenegro       | 14 dts                    |                           |                    |            |  |  |                    |        |
|  | B2: Montenegro        | Montenegro       | 14 dts                    | 11                        |                    |            |  |  |                    |        |
|  | B2: Montenegro        |                  | 29-01-12 - h 15:30        | 11                        |                    |            |  |  |                    |        |
|  | A3: Grecia            | 9                |                           |                           |                    |            |  |  |                    |        |
|  | A3: Grecia            | 9                | Montenegro                | 8                         |                    |            |  |  |                    |        |
|  |                       |                  | Montenegro                | 8                         |                    |            |  |  |                    |        |
|  |                       | Serbia           | 9                         |                           |                    |            |  |  |                    |        |
|  | B1: Serbia            | Serbia           | 9                         |                           |                    |            |  |  |                    |        |
|  | 27-01-12 - h 18:00    |                  |                           |                           |                    |            |  |  |                    |        |
|  | ammessa in semifinale |                  |                           |                           |                    |            |  |  |                    |        |
|  | Serbia                | 12               | Finale per il terzo posto | Finale per il terzo posto |                    |            |  |  |                    |        |
|  | Serbia                | 12               | Finale per il terzo posto | Finale per il terzo posto | 25-01-12 - h 18:00 |            |  |  |                    |        |
|  |                       | Italia           | 8                         |                           |                    |            |  |  |                    |        |
|  | A2: Italia            | Italia           | 8                         | 9                         | Ungheria           | 12         |  |  |                    |        |
|  | A2: Italia            |                  |                           | 9                         | Ungheria           | 12         |  |  |                    |        |
|  | B3: Germania          | 4                |                           | Italia                    | 9                  |            |  |  |                    |        |
|  | B3: Germania          | 4                |                           |                           | 9                  |            |  |  |                    |        |
|  |                       |                  |                           |                           |                    |            |  |  | 29-01-12 - h 13:30 |        |
|  |                       |                  |                           |                           |                    |            |  |  |                    |        |

### Risultati

#### Quarti di finale
| Arbitri: | Levin (ISR) Stavridis (GRE) |

|               |           |          |
| 3: Presciutti | Marcatori | 3: Oeler |

| Arbitri: | Koryzna (POL) Teixido (ESP) |

|                         |           |                     |
| 3: M. Janović, Gojković | Marcatori | 2: Miralis, Ntoskas |

#### 7º - 12º posto
| Arbitri: | Spiegel (GER) Vogel (HUN) |

|            |           |                   |
| 3: Randžič | Marcatori | 3: Diaconu, Kadar |

| Arbitri: | Bervoets (NLD) Bianchi (ITA) |

|            |           |                |
| 4: Perrone | Marcatori | 1: 4 giocatori |

#### Semifinali
| Arbitri: | Levin (ISR) Teixido (ESP) |

|              |           |          |
| 3: Filipović | Marcatori | 3: Gallo |

| Arbitri: | Spiegel (GER) Koganov (AZE) |

|         |           |               |
| 4: Kiss | Marcatori | 5: M. Janović |

#### 7º - 10º posto
| Arbitri: | Bervoets (NLD) Stajkovič (MKD 1995-2019) |

|         |           |          |
| 4: Radu | Marcatori | 6: Sukno |

| Arbitri: | Bianchi (ITA) Vasileiou (GRE) |

|           |           |               |
| 5: García | Marcatori | 4: Gottemaker |

#### Finali
- 11º posto

| Arbitri: | Dulith (NLD) Sadekov (RUS) |

|                                |           |                  |
| 2: Vuksanoviḱ, Ivoviḱ, Randžič | Marcatori | 3: Okman, Haltan |

- 9º posto

| Arbitri: | Taylan (TUR) Vogel (GER) |

|             |           |          |
| 2: Gerritse | Marcatori | 5: Sukno |

- 7º posto

| Arbitri: | Spiegel (GER) Vasileiou (GRE) |

|             |           |         |
| 6: Minguell | Marcatori | 3: Radu |

- 5º posto

| Arbitri: | Fekete (HUN) Alexandrescu (ROU) |

|            |           |                |
| 3: Roeẞing | Marcatori | 1: 6 giocatori |

- Finale per il Bronzo

| Arbitri: | Peris (CRO) Alexandrescu (ROU) |

|          |           |                                 |
| 6: Biros | Marcatori | 2: Giorgetti, Gallo, Presciutti |

- Finale per l'Oro

| Arbitri: | Gomez (ITA) Stavridis (GRE) |

|            |           |                       |
| 3: Radović | Marcatori | 2: Udovičić, Mitrović |

## Classifica finale
| Pos. | Squadra     |
| ---- | ----------- |
|      | Serbia      |
|      | Montenegro  |
|      | Ungheria    |
| 4    | Italia      |
| 5    | Germania    |
| 6    | Grecia      |
| 7    | Spagna      |
| 8    | Romania     |
| 9    | Croazia     |
| 10   | Paesi Bassi |
| 11   | Macedonia   |
| 12   | Turchia     |

### Podio
| Oro | Argento | Bronzo |
| Serbia Slobodan Soro Aleksa Šaponjić Živko Gocić Vanja Udovičić Miloš Ćuk Duško Pijetlović Slobodan Nikić Milan Aleksić Nikola Rađen Filip Filipović Andrija Prlainović Stefan Mitrović Branislav Mitrović All.: Dejan Udovičić | Montenegro Zdravko Radić Draško Brguljan Vjekoslav Pasković Antonio Petrović Filip Klikovac Aleksandar Radović Mlađan Janović Nikola Janović Aleksandar Ivović Boris Zloković Vladimir Gojković Predrag Jokić Miloš Šćepanović All.: Ranko Perović | Ungheria Zoltán Szécsi Gergő Katonás Norbert Madaras Dénes Varga Tamás Kásás Norbert Hosnyánszki Gergely Kiss István Szívós Dániel Varga Péter Biros Ádám Steinmetz Balázs Hárai László Baksa All.: Dénes Kemény |

## Classifica marcatori
|  | Gol | Marcatore            | Nazionale   |
|  | --- | -------------------- | ----------- |
|  | 24  | Sandro Sukno         | Croazia     |
|  | 20  | Mlađan Janović       | Montenegro  |
|  | 20  | Andreas Miralis      | Grecia      |
|  | 17  | Felipe Perrone       | Spagna      |
|  | 17  | Cosmin Radu          | Romania     |
|  | 16  | Gergely Kiss         | Ungheria    |
|  | 15  | Péter Biros          | Ungheria    |
|  | 15  | Guillermo Molina     | Spagna      |
|  | 15  | Duško Pijetlović     | Serbia      |
|  | 15  | Marc Politze         | Germania    |
|  | 15  | Vanja Udovičić       | Serbia      |
|  | 14  | Alex Giorgetti       | Italia      |
|  | 14  | Maro Joković         | Croazia     |
|  | 13  | Pietro Figlioli      | Italia      |
|  | 13  | Lars Gottemaker      | Paesi Bassi |
|  | 13  | Christian Presciutti | Italia      |
|  | 13  | Miroslav Randžič     | Macedonia   |
|  | 13  | Dénes Varga          | Ungheria    |
|  | 12  | Matteo Aicardi       | Italia      |
|  | 12  | Valentino Gallo      | Italia      |
|  | 12  | Aleksandar Ivović    | Montenegro  |
|  | 12  | Moritz Oeler         | Germania    |
|  | 11  | Nicolae Diaconu      | Romania     |
|  | 11  | Maurizio Felugo      | Italia      |
|  | 11  | Willem W. Gerritse   | Paesi Bassi |
|  | 11  | Marc Minguell        | Spagna      |
|  | 11  | Paul Schüler         | Germania    |
|  |     |                      |             |

|  | Gol | Marcatore              | Nazionale   |
|  | --- | ---------------------- | ----------- |
|  | 10  | Miho Bošković          | Croazia     |
|  | 10  | Albert Español         | Spagna      |
|  | 10  | Vladimir Gojković      | Montenegro  |
|  | 10  | Yiğithan Hantal        | Turchia     |
|  | 10  | Balázs Hárai           | Ungheria    |
|  | 10  | Nikola Janović         | Montenegro  |
|  | 10  | Tjerk Kramer           | Paesi Bassi |
|  | 9   | Xavier García          | Spagna      |
|  | 9   | Andrei Iosep           | Romania     |
|  | 9   | Tamás Kásás            | Ungheria    |
|  | 9   | Blai Mallarach         | Spagna      |
|  | 9   | Georgios Ntoskas       | Grecia      |
|  | 9   | Andrija Prlainović     | Serbia      |
|  | 9   | Argyris Theodoropuolos | Grecia      |
|  | 9   | Boris Zloković         | Montenegro  |
|  | 8   | Filip Filipović        | Serbia      |
|  | 8   | Norbert Hosnyánszki    | Ungheria    |
|  | 8   | Oytun Okman            | Turchia     |
|  | 8   | Aleksandar Radović     | Montenegro  |
|  | 7   | 12 giocatori           | -           |
|  | 6   | 13 giocatori           | -           |
|  | 5   | 11 giocatori           | -           |
|  | 4   | 14 giocatori           | -           |
|  | 3   | 16 giocatori           | -           |
|  | 2   | 8 giocatori            | -           |
|  | 1   | 7 giocatori            | -           |
|  |     |                        |             |

### Riconoscimenti
- Miglior giocatore: Mlađan Janović,  Montenegro